# Pepparmint
Pepparmint eller pepparmynt är ett uppfriskande, starkt smakämne som utvinns ur växten pepparmynta. Smakgivande huvudbeståndsdel i pepparmint är mentol.
Pepparmint har många användningsområden. Den finns i bland annat godis, tandkrämer, schampo och olika slags hudkrämer och oljor.